# Матильда Бранденбург-Зальцведельська
Матильда Бранденбург-Зальцведельська (бл. 1296 — 1323) — принцеса з династії Асканіїв, у шлюбі княгиня Нижньої Лужиці і княгиня Жаганська.
Донька Германа, маркграфа Бранденбург-Зальцведеля. Була далеким нащадком великих князів Київських.

## Біографія
Народилась бл. 1296 року в родині маркграфа Бранденбург-Зальцведеля Германа та його дружини Анни, доньки короля Німеччини Альбрехта I Габсбурга.
5 січня 1310 року був укладений політичний шлюб між сілезьким князем Генріхом IV і Матільдою. Відповідно до шлюбного контракту, в містах Кросно-Оджанське і Жагані були розміщені бранденбурзькі гарнізони. Ці міста повернулися з контроль синів Генріха III в 1319 році. В рамках зближення відносин з домом Асканіїв Генріх IV разом з молодшими братами Конрадом і Болеславом 3 березня 1310 року на з'їзді в Берліні відмовилися від своїх претензій на Гданське Помор'я на користь маркграфів Вальдмара і Йоганна Бранденбурзьких. Останні незабаром також відмовилися від претензій на Гданське Помор'я за велику грошову суму на користь Тевтонського ордену. У Матильди і Генриха було четверо дітей.
У 1310 році в Великій Польщі спалахнуло повстання проти влади князя Генріха IV і його молодших братів. У 1313 році в Великопольський конфлікт був залучений князь краківський Владислав Локетек. 1314 року Велика Польща (Познанська, Калишська і Гнезненська землі) перейшли під контроль Владислава Локетека та були включені до складу Польського королівства.
Після смерті матері Генріха IV Матильди Брауншвейг-Люнебурзької в 1318 році відбувся розділ батьківського князівства між братами. Генріх IV отримав Жаганьське князівство, а Пшемко — Глогувське князівство (раніше Ян отримав Сцинавське князівство з Сцинава і Любінь, Болеслав тоді вже володів Олесницею, а Конрад — Намислувом).
В затяжній боротьбі за владу Генріх IV уклав угоду з маркграфами Бранденбургу, сподіваючись на їх військову підтримку. До реалізації цих планів справа не дійшла через смерть маркграфа Вальдемара і припинення династії Асканіїв в 1320 році.
Померла Матильда за одними даними 1323 р, за іншими 31 травня 1329 року.

## Родина
Чоловік — Генріх IV Вірний, князь Жаганський
Діти:
- Ядвіга (1316—1348) — аббатеса в Требниці
- Герних V Залізний (1319—1369) — князь Жаганський і Глогувський
- Соломія (1320—1359) — одружена 1335 на Герниху II Рейсі
- Агнес (1321—1362) — одружена 1332 на князі Ратиборському Лешеку; вдруге 1341 на князі Брегу Людвигу І.

## Генеалогія
Матильда Бранденбург-Зальцведеля веде свій родовід, в тому числі, й від великих князів Київських Володимира Великого та Ярослава Мудрого.